# Pharmacopsychiatry
Pharmacopsychiatry ist eine wissenschaftliche Fachzeitschrift, die vom Thieme-Verlag veröffentlicht wird. Die Zeitschrift erscheint mit sechs Ausgaben im Jahr und ist das offizielle Publikationsorgan der Arbeitsgemeinschaft für Neuropsychopharmakologie und Pharmakopsychiatrie. Es werden Arbeiten veröffentlicht, die sich mit der Arzneimitteltherapie von psychiatrischen Erkrankungen beschäftigen.
Der Impact Factor lag im Jahr 2014 bei 1,851. Nach der Statistik des ISI Web of Knowledge wird das Journal mit diesem Impact Factor in der Kategorie Pharmakologie und Pharmazie an 158. Stelle von 254 Zeitschriften und in der Kategorie Psychiatrie an 83. Stelle von 140 Zeitschriften geführt.